# Клокоч (Войнич)
45°13′ пн. ш. 15°41′ сх. д. / 45.21° пн. ш. 15.69° сх. д.
Клокоч (хорв. Klokoč) — населений пункт у Хорватії, у Карловацькій жупанії у складі громади Войнич.

## Населення
Населення за даними перепису 2011 року становило 64 осіб.
Динаміка чисельності населення поселення: